# Operator ściśle kosingularny
Operator ściśle kosingularny (albo operator Pełczyńskiego) - operator liniowy i ciągły T: E → F pomiędzy przestrzeniami Banacha E i F o tej własności, że dla każdej domkniętej podprzestrzeni liniowej M przestrzeni F o nieskończonym kowymiarze, tj. dla której przestrzeń ilorazowa F/M jest nieskończenie wymiarowa, operator πT nie jest suriekcją na F/M, gdzie
{\displaystyle \pi \colon F\to F/M}
jest kanonicznym przekształceniem ilorazowym. Jedna z nazw pojęcia pochodzi od nazwiska polskiego matematyka, Aleksandra Pełczyńskiego.
Klasa wszystkich operatorów ściśle kosingularnych tworzy domknięty ideał operatorowy (w sensie Pietscha).

## Przykłady
- Każdy operator zwarty jest ściśle kosingularny.
- Operator inkluzji ι: c0 → ℓ∞  (zob. przestrzeń c0) jest ściśle kosingularny (nie jest on jednak ściśle singularny).
- Każda liniowa suriekcja ℓ1 → ℓ2 jest ściśle singularna (twierdzenie Pitta); nie jest natomiast ściśle kosingularna. W szczególności ideały operatorowe operatorów ściśle singularnych i ściśle kosingularnych nie są porównywalne.